# Roewe Jing
Roewe Jing — компактний позашляховик-кросовер (С-сегмент), що випускається компанією SAIC Motor під брендом Roewe. 
Автомобіль був представлений на виставці Auto Shanghai у Китаї у квітні 2021 року як концепт-кар. 

## Огляд

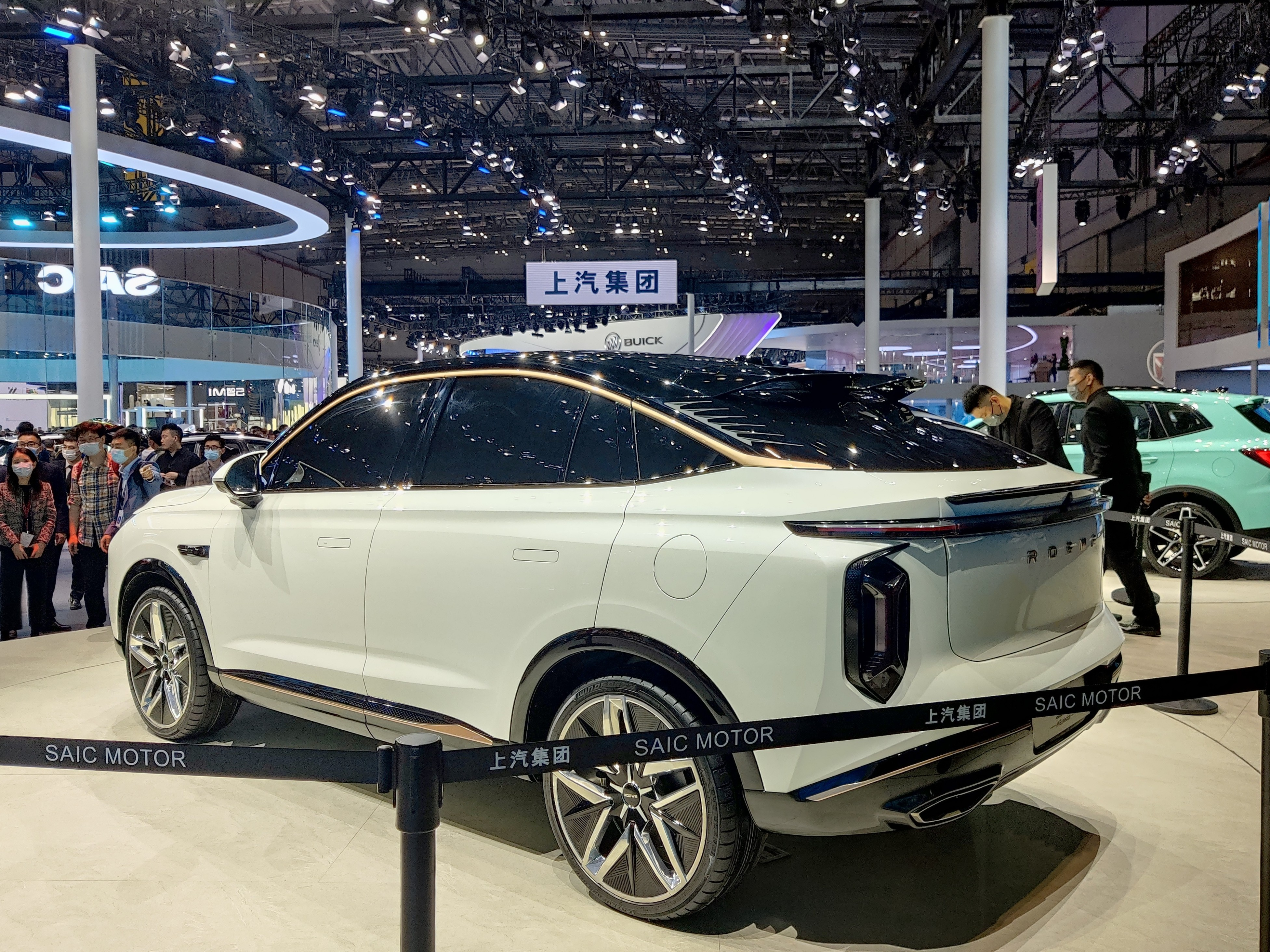
Roewe Whale (Jing) ззаду

Назва «Цзін» по-китайськи означає кит, тому що передня частина Jing заповнена візерунком, що віддалено нагадує систему фільтрації, що знаходиться в роті вусатих китів, яка замінює традиційні решітки.
Станом на березень 2021 року з’явилася новина про розкриття версії фастбека Roewe RX5 Max для Auto Shanghai 2021, і автомобіль побудовано на тій же платформі, що й Roewe RX5 Max. Трансмісія також спільна з RX5 Max, включаючи 1,5-літровий рядний чотирицилиндровий двигун з турбонаддувом і 2,0-літровий рядний чотирицилиндровий двигун з турбонаддувом. Варіанти трансмісії включають шестиступінчасту механічну коробку передач, шестиступінчасту автоматичну коробку передач і шестиступінчасту коробку передач з подвійним зчепленням. 

На Близькому Сході Jing було запущено 7 січня 2024 року як MG Whale. Він оснащений 2,0-літровим рядним чотирьохциліндровим турбодвигуном, який розвиває 170 кВт (228 к. с.) при 5300 об/хв з 370 Нм крутного моменту від 2000 до 4000 об/хв, двигун працює в парі з 8-ступінчастою автоматичною коробкою передач Aisin. Пропонується у двох комплектаціях; Comfort і Luxury. 

## Зовнішні посилання
- Офіційний сайт (MG Whale)